# Şükrü Saracoğlu
Mehmet Şükrü Saracoğlu (İzmir, 1887 – Istanbul, 27 december 1953) was een Turks politicus en de zesde premier van Turkije. Tijdens zijn regeerperiode was hij ook voorzitter van sportclub Fenerbahçe SK.

## Levensloop
Şükrü Saracoğlu, geboren in Izmir, was een uiterst intelligente man die in zijn jeugd in België en Zwitserland (Genève) gestudeerd heeft. In 1923 ging hij de Grote Nationale Assemblee van Turkije in als parlementslid uit Izmir. Saracoğlu had een verleden in het ministerie van onderwijs en ministerie van justitie, voordat hij op 9 juli 1942 de zesde premier van Turkije werd. Hij zou tot 7 augustus 1946 premier van Turkije blijven. Tijdens zijn regeerperiode werd de Varlık Vergisi (Nederlands: vermogensbelasting) aangenomen. Door deze wet betaalden de mensen met een hoge sociaaleconomische status meer belasting om Turkije voor te bereiden op een mogelijke inmenging in de Tweede Wereldoorlog. Na zijn regeerperiode was Saracoğlu van 1 november 1948 tot 22 mei 1950 voorzitter van de Grote Nationale Assemblee van Turkije.
Şükrü Saracoğlu was zestien jaar lang, tussen 1934 en 1950, voorzitter van Fenerbahçe. Saracoğlu was een gerespecteerde en geliefde man. Wanneer Fenerbahçe in Ankara moest voetballen, basketballen of een andere sport moest beoefenen, bezochten de spelers de voorzitter, die vanwege zijn werk vaak in Ankara te vinden was. Met Saracoğlu als voorzitter won Fenerbahçe in totaal 21 prijzen. Op 22 juli 1998 werd het stadion dat dankzij Saracoğlu in 1933 werd gekocht, vernoemd naar de oud-voorzitter. Het stadion heet sindsdien het Şükrü Saracoğlustadion. Mehmet Şükrü Saracoğlu overleed in 1953 op 66-jarige leeftijd.
İsmet İnönü · Ali Fethi Okyar · Celal Bayar · Refik Saydam · Şükrü Saracoğlu · Recep Peker · Hasan Saka · Şemsettin Günaltay · Adnan Menderes · Cemal Gürsel · Suat Hayri Ürgüplü · Süleyman Demirel · Nihat Erim · Ferit Melen · Naim Talu · Bülent Ecevit · Sadi Irmak · Bülent Ulusu · Turgut Özal · Yıldırım Akbulut · Mesut Yılmaz · Tansu Çiller · Necmettin Erbakan · Abdullah Gül · Recep Tayyip Erdoğan · Ahmet Davutoğlu · Binali Yıldırım